# Drážní inspekce
Drážní inspekce (DI) je správní úřad České republiky se sídlem v Praze, podřízený Ministerstvu dopravy ČR. Je orgánem státní správy a organizační složkou státu. Zřízena byla 1. ledna 2003 drážním zákonem č. 266/1994 Sb., ve znění novelizujícího zákona č. 77/2002 Sb. Plní roli nezávislého národního vyšetřovacího orgánu pro odborné šetření příčin a okolností mimořádných událostí v drážní dopravě.

## Činnost
Činnost Drážní inspekce stanoví zejména § 53b zákona č. 266/1994 Sb., o dráhách, v platném znění.
Drážní inspekce nezávisle na ministerstvu dopravy, provozovatelích drah a provozovatelích drážní dopravy, šetří příčiny a okolnosti vzniku vážných nehod na dráze železniční, vyjma speciální dráhy (např. metro). Příčiny a okolnosti vzniku jiných mimořádných událostí na dráhách může Drážní inspekce také šetřit, je-li to vhodné s ohledem na jejich závažnost, opakovanost, souslednost nebo jejich dopady na provozovatele dráhy a dopravce. Při šetření se Drážní inspekce nezabývá odpovědností za trestný čin nebo správní delikt. Dále Drážní inspekce spolupracuje s obdobnými orgány zemí ES ohledně pohraničních úseků drah nebo dopravců z jiných států; spolupráce s Evropskou železniční agenturou (ERA) a českým Drážním úřadem.
Věcná působnost Drážní inspekce se vztahuje nejen na železniční dráhy (včetně speciální dráhy), ale i na tramvajové dráhy, trolejbusové dráhy a pozemní i visuté lanové dráhy.
Výsledky šetření mimořádné události vydává Drážní inspekce v dokumentu nazvaném Závěrečná zpráva o výsledcích šetření mimořádné události. Tyto závěrečné zprávy jsou zveřejňovány online na webové stránce Drážní inspekce.
Smyslem činnosti Drážní inspekce není hledat viníka (na rozdíl od orgánů činných v trestním řízení) ani porovnávat, zda něco je či není v souladu s normou, ale odhalovat rizika a bezpečnostní mezery a vydávat bezpečnostní doporučení k jejich eliminaci.
Podle § 49 odst. 3 zákona o dráhách (266/1994 Sb.) jsou provozovatel dráhy a dopravce povinni neprodleně ohlásit Drážní inspekci každou mimořádnou událost (tedy i takovou, kdy nedojde k nehodě).

## Organizační struktura
Základním organizačním dokumentem je organizační řád, vydávaný generálním inspektorem. Organizační řád určuje organizační strukturu Drážní inspekce.
Drážní inspekce se člení na Ústřední inspektorát a jednotlivé územní inspektoráty. Sídla územních inspektorátů jsou stanovena na základě rozhodnutí generálního inspektora Drážní inspekce. Dle organizačního řádu s účinností od 1. 1. 2020 měl Drážní inspekce 38 zaměstnanců. Celkem 13 zaměstnanců pracovalo na Ústředním inspektorátu a 25 v územních inspektorátech. Všechna systemizovaná místa na Drážní inspekci spadají pod Zákon o státní službě.
Ústřední inspektorát zajišťuje zejména ekonomický, právní, personální a komunikační servis Drážní inspekce a zabezpečuje podporu generálního inspektora. Ústřední inspektorát metodicky sjednocuje a statisticky vyhodnocuje činnost Drážní inspekce v oblasti mimořádných událostí, zajišťuje mezinárodní spolupráci, odborné vzdělávání a provozuje Centrální ohlašovací pracoviště (COP). Sídlo Ústředního inspektorátu Drážní inspekce se nachází v Praze na Těšnově, v budově naproti zbořenému nádraží Těšnov. Ve stejné budově sídlí i územní inspektorát Praha.
Územní inspektoráty zajišťují výjezdy na místo mimořádné události v drážní dopravě, šetří příčiny a okolnosti vzniku mimořádných událostí v drážní dopravě a podávají podněty drážním správním úřadům. Drážní inspekce má čtyři územní inspektoráty – Brno, Ostrava, Plzeň a Praha.

## Vedení
V čele Drážní inspekce působí jako statutární orgán generální inspektor, který řídí činnost inspekce. Výběr, jmenování a odvolání generálního inspektora se řídí zákonem o státní službě. Generálního inspektora jmenuje a odvolává vláda.
| Č. | Jméno           | Od               | Do              | Poznámka        |
| -- | --------------- | ---------------- | --------------- | --------------- |
| 1. | Zdeněk Žák      | 1. ledna 2003    | 26. ledna 2006  |                 |
| –  | Roman Šigut     | 27. ledna 2006   | 19. dubna 2006  | pověřen řízením |
| 2. | Jaroslav Dvořák | 20. dubna 2006   | 18. října 2006  |                 |
| 3. | Roman Šigut     | 19. října 2006   | 30. června 2016 |                 |
| 4. | Jan Kučera      | 1. července 2016 | dosud           |                 |

## Spory o nezávislost

### Střet zájmů u zřizovatele
Drážní inspekce ČR je formálně nezávislá na jakémkoliv provozovateli dráhy nebo provozovateli drážní dopravy. Její zřizovatel (stát) je však vlastníkem Českých drah, které jsou spolu se svou dceřinou společností dominantními provozovateli drážní dopravy, a zřizovatelem Správy železnic, která je dominantním provozovatelem železničních drah.
V přístupových dohodách k EU se Česká republika zavázala, že inspekční orgán bude nezávislý jak na provozovatelích drah a drážní dopravy, tak na regulačních úřadech.

### Spory ministerstva se Zdeňkem Žákem
Ministerstvo dopravy navrhlo v lednu 2006 vládě odvolání generálního inspektora Zdeňka Žáka z důvodu opakovaných chyb v evidenci majetku a účtování služebních cest. Drážní inspekce vzápětí podala trestní oznámení na ministra dopravy Milana Šimonovského, protože podle Zdeňka Žáka chtěl ovlivňovat práci inspekce tím, že se ministerstvo ohradilo proti kontrole provozovatelů drah v terénu bez předchozího ohlášení a že ministerstvo opakovaně vyzývalo generálního inspektora, aby své mediální výstupy konzultoval s tiskovým oddělením ministerstva. Drážní inspekce rovněž podala správní žalobu na ministerstvo dopravy ve věci 17 rozhodnutí ministerstva o zrušení pokut udělených Drážní inspekcí Českým dráhám za to, že nepřijaly dostatečná opatření k předcházení nehod.

### Období Jaroslava Dvořáka
Jaroslav Dvořák, jmenovaný vládou do funkce generálního inspektora 20. dubna 2006 po kontroverzním odvolání Zdeňka Žáka, byl v médiích zmiňován jako jeden z lidí z okruhu ČSSD, jimž předseda vlády Jiří Paroubek na základě svého předchozího slibu zajistil místa ve státní správě. Ve výběrovém řízení skončil první Ivan Foltýn (KDU-ČSL), jehož proto ministr dopravy Milan Šimonovský (KDU-ČSL) navrhl do funkce generálního inspektora. Koaliční vláda s většinou ČSSD však do funkce jmenovala Dvořáka (ČSSD), který skončil ve výběrovém řízení druhý. Dvořák byl v minulosti přednostou Depa kolejových vozidel Tábor a pak technickým ředitelem Českých drah. Dvořákův nástupce Šigut označil Dvořáka za člověka spjatého s Českými dráhami a s ministerským náměstkem Vojtěchem Kocourkem. Podle Šiguta inspekce za Dvořákovy éry neplnila povinnosti vůči Evropské železniční agentuře a docházelo k velmi nestandardním vztahům inspekce například k Českým drahám. Odvolání Jaroslava Dvořáka a dočasné jmenování Romana Šiguta v říjnu 2006 souviselo podle Šiguta se změnou vlády, přičemž náměstek ministra dopravy Vojtěch Kocourek nebyl Dvořákovu odvolání a jmenování Šiguta nakloněn.

### Spory ministerstva s Romanem Šigutem
Podle generálního inspektora Šiguta byly nejrůznější pokusy o tlaky a zastrašování, ale zpočátku se jednalo spíše o všeobecné záležitosti, o mírnění preventivních aktivit inspekce.
V říjnu 2008 došlo k dalšímu medializovanému sporu. 19. května 2008 se stala v Moravanech nehoda následkem toho, že lokomotivě řady 163 osobního vlaku Českých drah č. 5011 (se 3 vozy Bdtmee) selhal ventil písečníků; vlak tak ztratil součinnost s kolejovými obvody a staniční zabezpečovací zařízení ESA 11 od firmy AŽD Praha vyhodnotilo popískovanou obsazenou 1. staniční kolej jako prázdnou a vpustilo na ni lokomotivní vlak Lv 72461.
Inspektor Michal Miklenda, pověřený stykem s ERA, 29. května 2008 odeslal Evropské železniční agentuře urgentní bezpečnostní sdělení; sdělení však neobsahovalo žádné tvrzení o tom, že by bezpečnostní zařízení ESA 11 bylo v rozporu s normami, ale upozorňovalo na bezpečnostní mezeru tohoto konkrétního typu.
Provozní náměstek Českých drah Jiří Kolář 30. května 2008 zaslal dopis náměstkovi ministra dopravy Vojtěchu Kocourkovi, v němž si stěžoval na poškozování dobrého jména Českých drah ze strany Drážní inspekce, ke kterému mělo dojít tím, že Drážní inspekce sdělila médiím, že příčina je v selhání zabezpečovacího zařízení a že stejný typ zabezpečovacího zařízení je i v dalších stanicích, a že dopis Drážní inspekce Drážnímu úřadu unikl do zpravodajství TV Nova. Kolář uvedl, že zabezpečovací zařízení mělo řádně schválenou způsobilost a bylo čerstvě po úspěšné odborné revizi. Závěry Drážní inspekce označil Kolář za nekompetentní a bulvární a jejich zveřejnění za šíření poplašné zprávy. Kolář doplnil, že postupem inspekce jsou poškozeny nejen České dráhy, ale i AŽD Praha, SŽDC, Ministerstvo dopravy a celá železnice a Drážní inspekce spolu s TV Nova tím navodila prostředí nedůvěry. Odesláním upozornění na nedostatky a mezery staničního zabezpečovacího zařízení ESA 11 agentuře ERA údajně inspekce poškodila „naší železnici“ také u všech členských států ERA. Kolář požadoval „přijetí nekompromisních a razantních opatření, které by zamezily opakování těchto skutečností“.
Vojtěch Kocourek dopisem z 10. června 2008 vyjádřil v souvislosti s mediálním vystupováním DI a s podáním bezpečnostního oznámení ERA zásadní nespokojenost s činností Drážní inspekce, Územního inspektorátu Brno a jeho ředitele Michala Miklendy. Sdělení pro ERA označil za „neodůvodněné a nepodložené“ a Miklenda podle něj překročil působnost Drážní inspekce a zasahoval do působnosti, kterou má Drážní úřad. Kocourek dále dával generálnímu inspektorovi doporučení, jak má s Miklendou jeho postup projednat, jak mají být propříště hodnoceny příčiny nehodových událostí a jak má organizační řád omezit kompetence územních inspektorátů. Podle Šiguta se politici, úředníci a soukromá firma spojili a vyvinuli extrémní tlak k ovlivnění vyšetřování. Kromě Kocourka Šigut výslovně jmenoval ještě generálního ředitele AŽD Praha Zdeňka Chrdleho. AŽD Praha se pokoušela rovněž intervenovat přímo u ERA. Šigut vyjádřil přesvědčení, že existují osobní vazby mezi ministerstvem dopravy a firmou AŽD Praha. Generální inspektor Roman Šigut podal 7. října 2008 trestní oznámení pro blíže nespecifikovaný trestný čin (zneužití pravomoci veřejného činitele nebo útok na státní orgán) na neznámého pachatele, který se snažil ovlivnit vyšetřování nehody. Ministerstvo dopravy prohlásilo, že nikdo z tohoto úřadu neovlivňoval a neovlivnil průběh šetření a nikdo v tomto směru žádný nátlak na Drážní inspekci nevyvíjel, ale pouze upozornil na závažná pochybení, kterých se dopustili pověření zaměstnanci DI. Vojtěch Kocourek se vyjádřil i pro týdeník Železničář, kde dopisy generálnímu inspektorovi označil za „normální korespondenci“ a tvrdil, že jimi nechtěl personálně ovlivňovat vyšetřování. Jako doklad uvedl i to, že závěry a doporučení DI jsou v podstatně shodná jako závěry a doporučení ministerské komise.
4. srpna 2008 oznámil provozní náměstek ČD Jiří Kolář náměstkovi MD Vojtěchu Kocourkovi, že provádění ověřovacího pokusu ve stanici Moravany 23. července 2007 porušovalo základní bezpečnostní předpisy, protože inspektor Michal Miklenda v době, kdy po pokusném pískování lokomotiva ztratila uzemnění, svými pokyny nezajistil, aby se nikdo nepřiblížil k povrchu vozidla, a ohrozil tak zejména strojvedoucího pokusné lokomotivy ČD Cargo. Náměstek Kocourek (MD) zaslal generálnímu inspektorovi vytýkací dopis. Podle ministerstva dopravy měl být pro daný ověřovací pokus vypracován místní provozní bezpečnostní předpis, ve kterém bude řešena problematika bezpečnosti práce při odizolování lokomotivy pod napětím od kolejnic při použití nadměrného pískování.
Generální inspektor Roman Šigut uvedl 13. října 2008 pro pořad Reportéři ČT , že mu náměstek ministra Jiří Hodač při schůzce 17 dní po nehodě vyhrožoval a usiloval o zkreslení výsledků vyšetřování tragické železniční nehody v Moravanech. Pro internetový deník Aktuálně.cz Šigut schůzku popsal: „Řekl mi, že si mám vybrat mezi dvěma variantami. Buďto dobrovolně odstoupím z funkce generálního inspektora Drážní inspekce, anebo mě nechají odvolat,“
Ministerstvo dopravy sestavilo vlastní expertní komisi, podle jejíhož závěru je hlavní a jedinou příčinou nehody sypač písku na lokomotivě; ustanovení komise zdůvodňoval tím, že úkolem Drážní inspekce není navrhovat technická řešení, ačkoliv vydávání závazných bezpečnostních doporučení patří k úkolům DI. Ministerstvo dopravy nestandardně informovalo o příčinách nehody na vlastní tiskové konferenci 1. října 2008, den před avizovaným oficiálním vyhlášením zprávy DI, a zpráva ministerstva na rozdíl od zprávy DI nezahrnovala mezi příčiny nehody funkci zabezpečovacího zařízení.
8. října 2008 ministerstvo ve svém prohlášení Drážní inspekci vytklo, že bez zjevných příčin zveřejnila závěrečnou zprávu o nehodě až dne 2. října 2008, i když potřebné poznatky byly dostupné do 14 dnů po nehodě.
V době vyvrcholení sporů, začátkem října 2008, ministerstvo vyhlásilo nové výběrové řízení na nového generálního inspektora; předchozí výběrové řízení, zahájené v listopadu 2006, nebylo v té době řádně ukončeno a jeho výsledky nebyly oznámeny.

### Drážní inspekce v době platnosti služebního zákona
Na základě přijetí zákona o státní službě vyhlásilo 22. prosince 2015 ministerstvo dopravy výběrové řízení na služební místo generálního inspektora Drážní inspekce (tzv. přesoutěžení). V tomto výběrovém řízení zvítězil dosavadní Šigutův náměstek Jan Kučera, který byl s účinností od 1. července 2016 jmenován generálním inspektorem Drážní inspekce.